# Saloema
Saloema, ook Taruma of Taroema, is een inheems volk dat in het zuidoosten van Suriname, noorden van Brazilië en het zuiden van Guyana woont. Ze spraken een taal die verwant was met Trio en behoorde tot de Caraïbische taalfamilie. Aan de Surinaamse kant zijn de Saloema samengegaan met de Trio, en aan de Braziliaanse en Guyaanse kant met de Waiwai.

## Geschiedenis
De Saloema woonden oorspronkelijk langs de rivieren Koetari, Trombetas en Paru de Oeste. Ze handelden veel met de Trio, en met de Aukaanse marrons waar ze jachthonden aan leverden. Volgens de Encyclopaedie van Nederlandsch West-Indië moesten ze niet worden verward met de Taruma aan de Essequibo omdat dat volk een andere taal sprak, maar waarschijnlijk is het wel hetzelfde volk die door hun contacten met de Waiwai hun moedertaal waren kwijt geraakt.
In 1843 maakte Robert Schomburgk als eerste contact met het volk aan de bron van de Trombetas in Brazilië. In 1907 werd door de Toemoekhoemak-expeditie onder leiding van Claudius Henricus de Goeje contact gelegd met de Saloema, omdat ze gidsen nodig hadden om de Sipaliwini te bereiken. In 1910 werden ze bezocht door de Corantijn-expeditie onder leiding van Johan Eilerts de Haan die meldde dat de Saloema langs de Koetari woonden, en de Trio langs de Sipaliwini. In de jaren 1930 was er in Suriname een oorlog tussen de Trio en de Saloema, en verhuisde het volk verder naar het zuiden in Brazilië. Er werd aangenomen dat de Saloema zich niet meer in Suriname bevonden.
In de jaren 1960 werden de inheemse volken in het Surinaamse en Braziliaanse gedeelte door Amerikaanse missionarissen geconcentreerd in grotere dorpen. In 1963 en 1964 werden de dorpen bezocht door de antropoloog Peter Rivière. Tijdens een bezoek zei een Trio tegen hem: "Die Trio’s in Alalapadoe zijn helemaal geen Trio’s maar Tarənos (=Saloema’s)". Na onderzoek bleek dat de Saloema zich hadden vermengd met Trio, en in Kwamalasamoetoe woonden. Aan de Braziliaanse en Guyaanse kant hadden de Saloemas zich vermengd met de Waiwai. In Guyana woont nog een groep bij de Wapishana in Maruranau.

## Taal
De Saloema spraken oorspronkelijk de Tarumataal die verwant was met Trio en behoorde tot de Caraïbische taalfamilie. De taal werd beschouwd als uitgestorven, maar volgens Eithne Carlin wonen er nog drie sprekers in Maruranau in Guyana, en volgens Willem Adelaar is er nog een familie in Lethem, Guyana, die de taal spreekt. Taruma wordt beschouwd als kritisch bedreigd.
Arowakken (Lokono) · Karaïben (Kari’na) · Trio · Wayana

Akuriyo · Aparai · Katuena · Mawayana · Saloema · Sikiiyana · Tunayana · Waiwai · Warau
Akawaio · Arecuna · Arowakken (Lokono) · Karaïben (Kari’na) · Macushi · Patamona · Waiwai · Wapishana · Warau

Mawayana · Taruma · Trio